# Giorgio Gentili
Giorgio Gentili (né et mort à Venise, 1669-1737) est un compositeur et violoniste italien.

## Biographie
Il est engagé comme violoniste dans l'orchestre de la chapelle ducale de San Marco le 10 juillet 1689. Il en devient le violoniste principal dès 1693, jusqu'en 1731. Par ailleurs, de 1702 à 1717 environ, il est "Maestro di Istrumenti" de l'Église San Lazzaro dei Mendicanti. Il publie six recueils de musique instrumentale entre 1701 et 1716, dont deux recueils de concertos (les opus 5 et 6).
Des personnes de sa famille sont allées en Corse et en Espagne.

## Œuvres
- 12 Sonate a tre (12 sonates à trois), op. 1 (1701)
- 12 Concerti da camera a tre (12 concertos de chambre à trois), op. 2 (1703)
- 12 Capricci da camera a violino e violoncello o cimbalo (12 caprices de chambre pour violon et violoncelle ou clavecin), op. 3 (1706)
- 12 Sonate a tre, op. 4 (1707)
- 12 Concerti a quattro e cinque, op. 5 (1708)
- 12 Concerti a quattro, op. 6 (1716)